# Philippe Ascher
Pour les articles homonymes, voir Ascher.
Philippe Ascher, né le 28 juillet 1936 à Commercy et mort le 4 octobre 2022 à Paris, est un neuroscientifique français. 
Il est professeur émérite de l'université Paris-Diderot. Il a consacré ses recherches principalement à la caractérisation de certains récepteurs de neurotransmetteurs. Il est membre correspondant de l'Académie des sciences depuis 1990.

## Biographie[5]

### Études
Après avoir été élève de l'École normale supérieure de 1955 à 1959 et devenu agrégé de sciences naturelles en dernière année, Philippe Ascher consacre sa thèse à un problème d'organisation nerveuse (l'analyse des circuits impliqués dans la réaction de sursaut du chat anesthésié au chloralose). Il devient docteur ès sciences en 1965.

### Carrière
Philippe Ascher s'est intéressé aux mécanismes ioniques associés à l'action des neurotransmetteurs. Sur les neurones d’Aplysie, il a étudié les effets inhibiteurs et excitateurs de la dopamine, et les actions excitatrices rapides de l'acétylcholine. Dans l’étude des neurones de mammifères, il a participé à la caractérisation des récepteurs du L-glutamate, en particulier ceux activés par l'acide N-méthyl-D-aspartique (récepteurs NMDA). Il a découvert le rôle des ions Mg dans le fonctionnement de ces récepteurs, et le rôle modulateur de la glycine. Il a étudié ensuite le rôle des récepteurs NMDA dans la plasticité de synapses cérébelleuses. 
En 1965, il fait connaissance d'une post-doctorante dénommée JacSue Kehoe, qu'il épousera en 1967 et avec laquelle il aura une collaboration scientifique durant toute sa carrière. 
En 1971, à l'École normale supérieure (ENS), il fonde le Laboratoire de Neurobiologie, dont il sera le directeur jusqu'en 2001. Puis en 1992, toujours à l'ENS, il prend la succession de Pierre Joliot à la tête du département de biologie (jusqu'en 1999). 
En 1992, il reçoit le Prix Richard-Lounsbery de l’Académie des sciences et de la National Academy of sciences des États-Unis conjointement avec Henri Korn pour « leurs découvertes sur les mécanismes de transmission synaptique. Philippe Ascher a fait progresser les connaissances sur les propriétés des récepteurs du glutamate qui jouent un rôle important dans l'apprentissage, et Henri Korn a mis en évidence la libération élémentaire du neurotransmetteur forme de quanta dans le système nerveux central des vertébrés ». 
Ses recherches portent ensuite sur une synapse de la moelle épinière qui utilise à la fois l’acétylcholine et le glutamate.
En 2003, arrivé à l'âge officiel de la retraite avec son épouse JacSue, il rejoint Alain Marty qui dirige le Laboratoire de Physiologie Cérébrale à l'Université Paris-Descartes. Il est à partir de 2019 professeur émérite au laboratoire SPPIN (Saint-Pères Paris Institute for Neurosciences) du CNRS toujours à l'Université Paris-Descartes.

### Famille
Philippe Ascher se marie en 1967 avec la chercheuse américaine JacSue Kehoe (morte en 2019) avec laquelle il a eu deux fils.

## Distinctions
- 1989 : élu à l'académie des sciences pan européenne Academia Europaea (section physiologie et neuroscience)[11]
- 1990 :  Chevalier de la Légion d'honneur [12]
- 1990 : élu correspondant de l'Académie des sciences (section biologie moléculaire et cellulaire, génomique)[4]
- 1991-1996 : membre senior de l'Institut universitaire de France[13].
- 1992 : Prix Richard-Lounsbery de l’Académie des sciences et de la National Academy of sciences des États-Unis[14]